# Puccinia phragmitis
Puccinia phragmitis ist eine Ständerpilzart aus der Ordnung der Rostpilze (Pucciniales). Der Pilz ist ein Endoparasit von Knöterichgewächsen sowie der Süßgras-Gattung Phragmites. Symptome des Befalls durch die Art sind Rostflecken und Pusteln auf den Blattoberflächen der Wirtspflanzen. Sie kommt weltweit vor.

## Merkmale

### Makroskopische Merkmale
Puccinia phragmitis ist mit bloßem Auge nur anhand der auf der Oberfläche des Wirtes hervortretenden Sporenlager zu erkennen. Sie wachsen in Nestern, die als gelbliche bis braune Flecken und Pusteln auf den Blattoberflächen erscheinen.

### Mikroskopische Merkmale
Das Myzel von Puccinia phragmitis wächst wie bei allen Puccinia-Arten interzellulär und bildet Saugfäden, die in das Speichergewebe des Wirtes wachsen. Die Aecien  der Art besitzen 18–23 × 15–19 µm große, annähernd ellipsoide bis breitellipsoide und hyaline Aeciosporen mit runzliger Oberfläche. Die zimtbraunen Uredien der Art wachsen beidseitig auf den Blättern der Wirtspflanze. Ihre gelben bis goldbraunen Uredosporen sind eiförmig bis ellipsoid, 26–33 × 20–24 µm groß und fein stachelwarzig. Die beidseitig wachsenden Telien der Art sind schokoladenbraun und früh unbedeckt. Die tief gold- bis hell haselnussbraunen Teliosporen des Pilzes sind zweizellig, in der Regel ellipsoid und 40–60 × 19–24 µm groß. Ihre Stiele sind farblos bis bräunlich und bis zu 200 µm lang.

## Verbreitung
Das bekannte Verbreitungsgebiet von Puccinia phragmitis umfasst die ganze Welt.

## Ökologie
Die Wirtspflanzen von Puccinia phragmitis sind für den Haplonten diverse Knöterichgewächse (Polygonaceae spp.) sowie Phragmites-Arten für den Dikaryonten. Der Pilz ernährt sich von den im Speichergewebe der Pflanzen vorhandenen Nährstoffen, seine Sporenlager brechen später durch die Blattoberfläche und setzen Sporen frei. Die Art verfügt über einen Entwicklungszyklus mit Telien, Uredien, Spermogonien und Aecien und macht einen Wirtswechsel durch.